# Dampierre-sur-le-Doubs
Dampierre-sur-le-Doubs é uma comuna francesa na região administrativa de Borgonha-Franco-Condado, no departamento de Doubs. Estende-se por uma área de 3,16 km². Em 2010 a comuna tinha 464 habitantes (densidade: 146,8 hab./km²).